# ویلیام هوپر
ویلیام هوپر (انگلیسی: William Hopper; ۲۶ ژانویهٔ ۱۹۱۵ – ۶ مارس ۱۹۷۰) یک هنرپیشه اهل ایالات متحده آمریکا بود.
از فیلم‌ها یا برنامه‌های تلویزیونی که وی در آن نقش داشته‌است می‌توان به بدذات، شورش بی‌دلیل، متکبرها، نوت راکنی آمریکایی، نیمه‌شب، پیر دختر، گاو نشسته و میرا برکینریج اشاره کرد.
وی همچنین برنده جوایزی همچون نشان ستاره برنزی شده‌است.